# 克靈巴赫河 (金齊希河支流)
50°16′30″N 9°21′33″E / 50.275004°N 9.359070°E

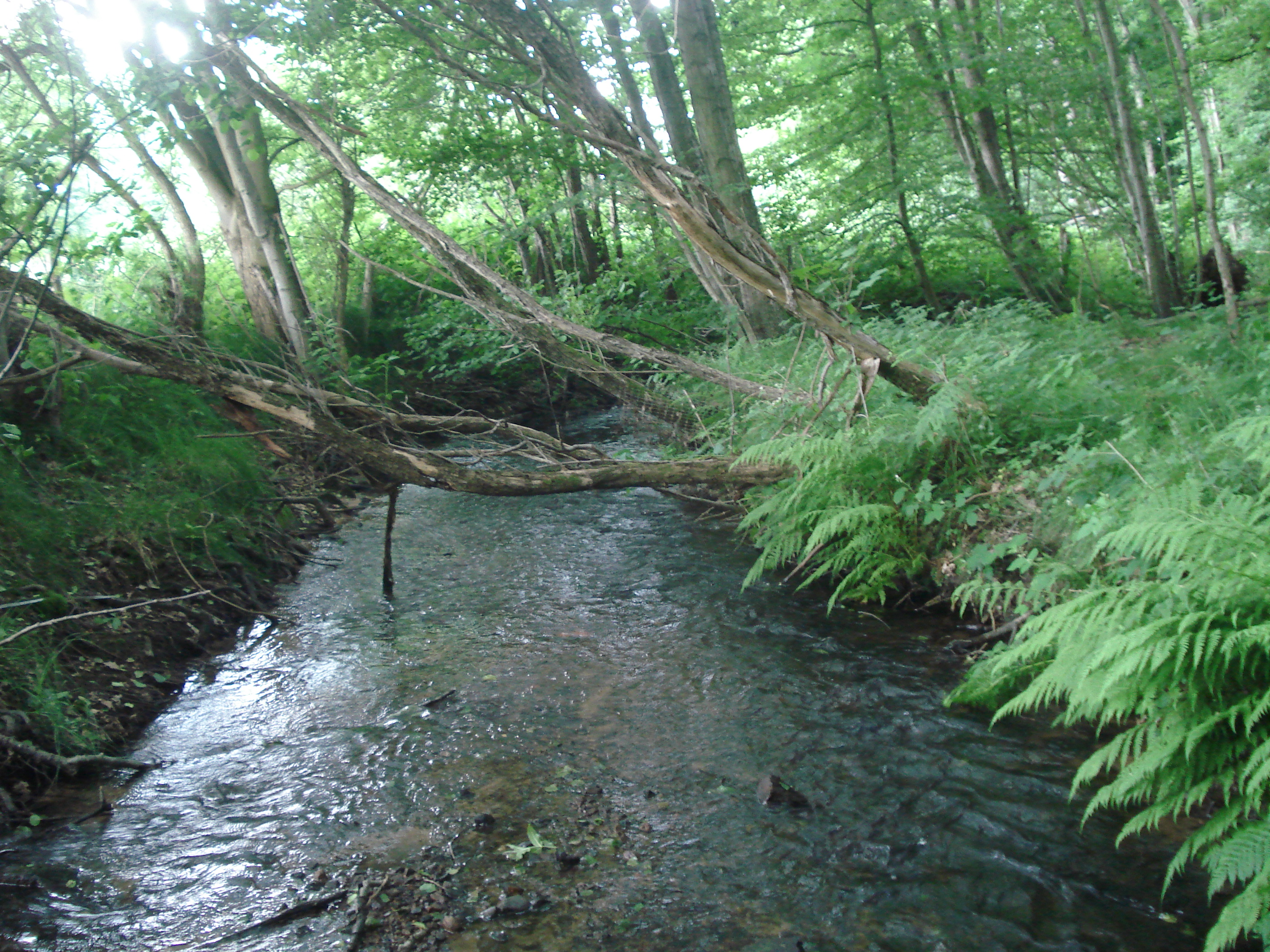

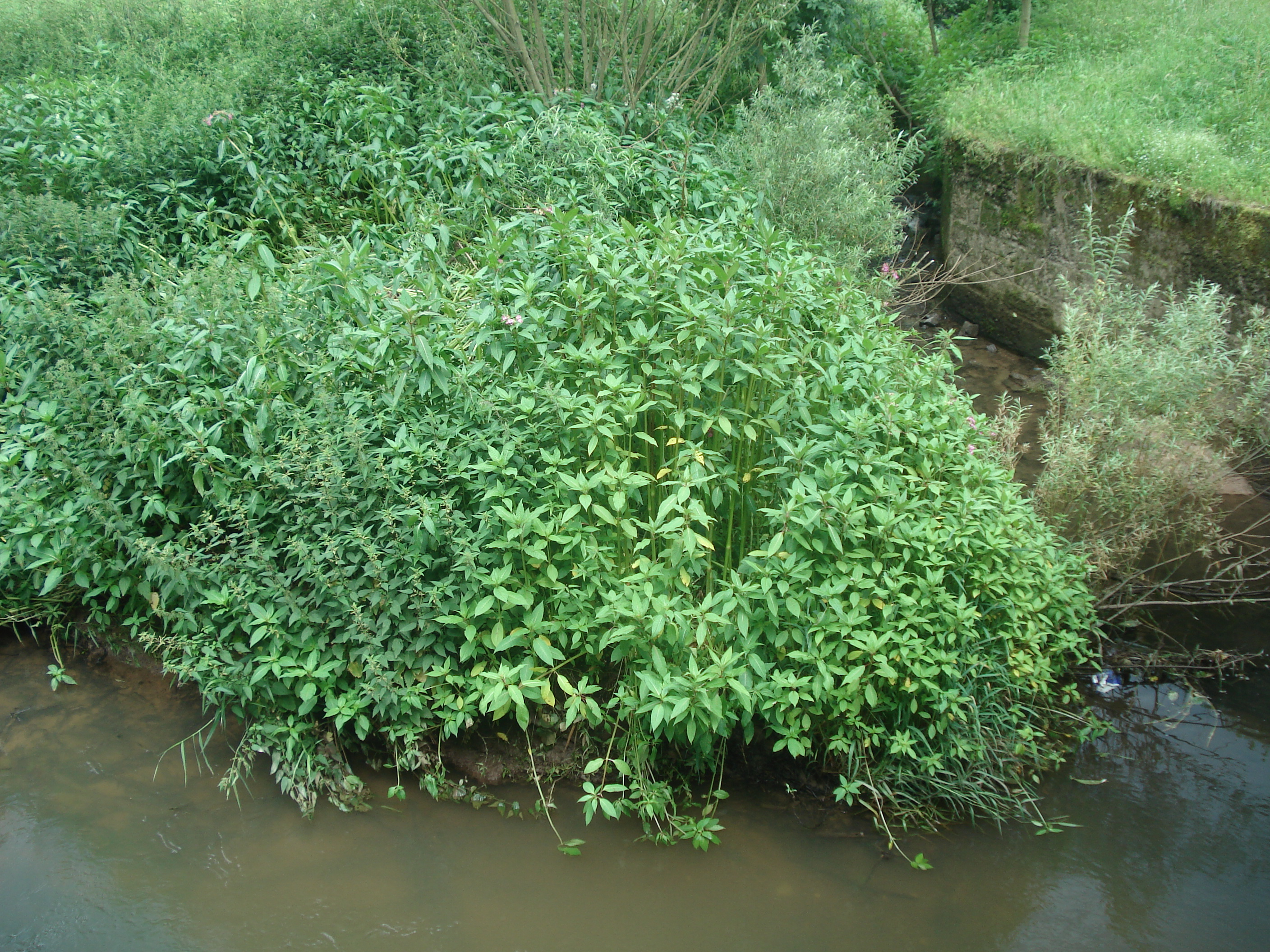

克靈巴赫河（德語：Klingbach），是德國的河流，位於該國中部，由黑森州負責管轄，屬於金齊希河的左支流，河道全長8.6公里，流域面積27.3平方公里，發源自巴特索登-薩爾明斯特西北面。